# Le père Noël a les yeux bleus
Pour plus de détails, voir Fiche technique et Distribution.
Le père Noël a les yeux bleus est un film de Noël français de Jean Eustache sorti en 1966.
Dédié à Charles Trenet, le film est intitulé, au moment de sa sortie, « Les mauvaises fréquentations : le Père Noël a les yeux bleus . »

## Synopsis
À Narbonne, aux environs de Noël. Dans l'espoir de pouvoir s'offrir un duffle coat, Daniel (Jean-Pierre Léaud) multiplie les petits boulots. C'est ainsi qu'il accepte la proposition d'un photographe : se déguiser en père Noël pour poser dans la rue avec les passants. Ce qui lui vaut l'occasion d'intéresser les filles sous son déguisement.

## Fiche technique
- Titre : Le père Noël a les yeux bleus
- Réalisation : Jean Eustache
- Scénario et dialogues : Jean Eustache
- Photographie : Nestor Almendros, Philippe Théaudière et Daniel Lacambre
- Son : Bernard Aubouy
- Mixage : Antoine Bonfanti
- Montage : Christiane Lack
- Assistant réalisateur : Bernard Stora
- Musique : René Coll, César Gattegno
- Scripte : Aline Lecomte
- Société de production : Anouchka Films
- Pays d'origine :  France
- Lieu de tournage : Narbonne
- Durée : 47 minutes
- Dates de sortie : 
  - Première présentation : Semaine internationale de la critique, Cannes 1966
  - Sortie à Paris : 28 décembre 1966 - à La Pagode, en double programme avec Incubus, de Leslie Stevens
  - 7 juin 1967

## Distribution
- Jean-Pierre Léaud : Daniel
- Gérard Zimmermann : l'ami de Daniel
- Henri Martinez : l'autre ami de Daniel
- René Gilson : le photographe
- Jean Eustache
- Christian Charrière
- Philippe Beuzen
- Michèle Maynard
- Noëlle Baleste
- Carmen Ripoll
- Maurice Domingo
- Rosette Mourrut
- Georges Riccio
- Jacques Larson
- Alain Derboy
- Robert Rouget

## Accueil critique
- « Quand le film perd son allure de manifeste, la poésie perce. Ce constat intimiste, en refusant la prise de position morale, débouche sur une authentique mais trop furtive fraîcheur d'inspiration. Les conquêtes de la Nouvelle Vague sont désormais trop bien assimilées pour que les revendications formelles fassent à elles seules la moitié du contenu d'un film. Jean Eustache s'est laissé prendre à ce jeu. Tant pis. L'autre moitié permet de créditer Eustache d'une tendresse amusée pour le gendre humain. Espérons que cet "humanisme" n'en restera pas là[2]. » (Philippe DeFrance)
- « Qu'on aime ou non cet univers replié sur soi, macérant le "spleen" comme on mâche du tabac, Jean Eustache nous y emprisonne : les sentiments tirés - nous fussent-ils étrangers - sont peu à peu intégrés dans une réalité ; dès lors Le Père Noël a les yeux bleus devient autre chose qu'un simple spectacle. C'est une sorte de confession, d'élégie plaintive, un cri de révolte rentré [3]. » (Henry Chapier)
- « Jean Eustache avec beaucoup de sensibilité, avec un talent vrai, lucide, avec une totale sincérité, s'est penché sur une ville de province qu'il connaît bien, en a écouté le souffle, y a retrouvé le rythme de vie offert à la jeunesse. Que Jean Eustache continue, qu'il y ait d'autres Jean Eustache et nous aurons bientôt tout un cinéma, tout un cadastre humaniste de la France, de la façon et du parfum d'y vivre [4]. » (Albert Cervoni)